# Mateus Santos
Mateus Barbosa Santos Criciúma, noto semplicemente come Mateus Santos (Manga, 19 gennaio 1999), è un calciatore brasiliano, attaccante dell'RS Berkane.

## Carriera
Ha iniziato a giocare nelle serie minori del campionato brasiliano; il 23 luglio 2021 si trasferisce al Botoșani, formazione della prima divisione rumena. In seguito ha giocato anche nella prima divisione greca ed in quella marocchina.

## Statistiche

### Presenze e reti nei club
Statistiche aggiornate al 27 maggio 2022.
| Stagione        | Squadra         | Campionato      | Campionato | Campionato | Coppe nazionali | Coppe nazionali | Coppe nazionali | Coppe continentali | Coppe continentali | Coppe continentali | Altre coppe | Altre coppe | Altre coppe | Totale | Totale |
| Stagione        | Squadra         | Comp            | Pres       | Reti       | Comp            | Pres            | Reti            | Comp               | Pres               | Reti               | Comp        | Pres        | Reti        | Pres   | Reti   |
| --------------- | --------------- | --------------- | ---------- | ---------- | --------------- | --------------- | --------------- | ------------------ | ------------------ | ------------------ | ----------- | ----------- | ----------- | ------ | ------ |
| 2017            | Paulista        | A3/SP           | 4          | 0          |                 | -               | -               |                    | -                  | -                  |             | -           | -           | 4      | 0      |
| 2020            | Vila Nova       | PD/GO           | 3          | 0          |                 | -               | -               |                    | -                  | -                  |             | -           | -           | 3      | 0      |
| 2020            | Ituano          | A1/SP+C         | 2+19       | 0+2        |                 | -               | -               |                    | -                  | -                  |             | -           | -           | 21     | 2      |
| 2021            | São Bento       | A1/SP           | 8          | 0          |                 | -               | -               |                    | -                  | -                  |             | -           | -           | 8      | 0      |
| 2021-2022       | Botoșani        | L1              | 18+7       | 2+0        | CR              | 0               | 0               |                    | -                  | -                  |             | -           | -           | 25     | 2      |
| Totale carriera | Totale carriera | Totale carriera | 61         | 4          |                 | 0               | 0               |                    | -                  | -                  |             | -           | -           | 61     | 4      |

## Palmarès

### Club

#### Competizioni nazionali
- Campionato rumeno: 1

Farul Costanza: 2022-2023
- Campionato marocchino: 1

RS Berkane: 2024-2025

#### Competizioni internazionali
- Coppa della Confederazione CAF: 1

RS Berkane: 2024-2025